# Християнсько-демократичний заклик
Християнсько-демократичний заклик (нід. Christen-Democratisch Appèl, CDA) — нідерландська християнсько-демократична партія. Партія є учасником урядової коаліції разом із Народною партією за свободу і демократію, яка підтримується у парламенті Партією свободи. Партія має 21 місце із 75 у першій палаті та 21 місце із 150 у другій палаті Генеральних штатів та 5 місць із 25 виділених для Нідерландів у Європарламенті (входить до фракції європейської народної партії).
Молодіжне крило партії називається Християнсько-демократичний молодіжний заклик.
Партія є членом Європейської народної партії.

## Історія
Християнсько-демократичний заклик був заснований у вересні 1976 року як передвиборний блок трьох клерикальних партій: Антиреволюційної партії (АРП, заснована в 1976 році), Католицької народної партії (КНП, заснована в 1945 році) і Християнсько-історичного союзу (ХІС, заснований в 1908 році). 11 жовтня 1980 року відбувся об'єднавчий з'їзд, в ході якого партії припинили своє самостійне існування і створили єдину партію ХДЗ.
Під час парламентських виборів 1977 року загальний список трьох партії під назвою Християнсько-демократичний заклик (ХДЗ), який очолював міністр юстиції і лідер КНП Дріс ван Агт, отримав найбільшу кількість голосів. Дріс ван Агт сформував уряд, до якого також увійшли представники консервативно ліберальної Народної партії за свободу і демократію. Після виборів 1981 року коаліція втратила свою більшість, і ХДЗ був змушений співпрацювати з Партією праці. 
Після виборів 1982 року коаліція ХДЗ і Народної партії за свободу і демократію повернулася до влади. Новий лідер CDA Рууд Любберс поставив перед собою амбітну програму реформ, яка включала скорочення бюджету, реформу пенсій за старістю та інвалідністю та лібералізацію суспільних послуг. Любберс виграв вибори 1986 і 1989 років. У 1989 році ХДЗ не зміг сформувати більшість із своїми партнерами по коаліції і перешли до співпраці із Партією праці.
Після поразки на парламентських виборах 1994 року, пов'язаної із внутрішньопартійним протистоянням, партія перейшла в опозицію. З 1994 по 2002 рік ХДЗ була найбільшою опозиційною партією протягом терміну повноважень соціал-демократичного прем'єр-міністра Віма Кока.
З 2002 року по 2010 рік Ян Петер Балкененде, що був лідером ХДЗ, очолював уряд. На позачергових виборах 2010 партія опинилася на четвертому місці, втративши майже половину місць у другій палаті парламенту.
Після відставки Ян Петера Балкененде в 2010 році, Партія була під новим лідером Максим Ферхагеном яка після місяців перемовин з ВВД, склала коаліцію з ВВД за підтримкою Партії свободи, так само як і в Парламентські вибори в 2012 році, Партія продовжила коаліцію з ВВД.
Навіть після Парламентські вибори в Нідерландах 2017 році, Партія продовжила Коаліцію з ВВД формуючи Третій Кабінет Рютте, Партія на той момент була під Лідерством Сібренда Буми.
В Парламентські вибори в Нідерландах 2021, партія була під лідерством Вопке Гукстри де Партія всеодно продовжила Коаліцію з ВВД , звідки Партія втратила декілька місць в Палаті Представників Нідерландів.
З 2023 року партія під лідерством Анрі Бонтенбаля.

## Політичні позиції
ХДЗ є Центричною до Правоцентричною політичною партією в Нідерландах, але до приходу Анрі Бонтенбаля, партія себе не важала Консервативною і виступала як Центричною Християнсько-демократичною партією, але після приходу Анрі Бонтенбаля партія офіційно переорієнтувалася на Консерватизм та Правоцентризм.

## Участь у виборах
Участь у виборах до другої палати парламенту Нідерландів:

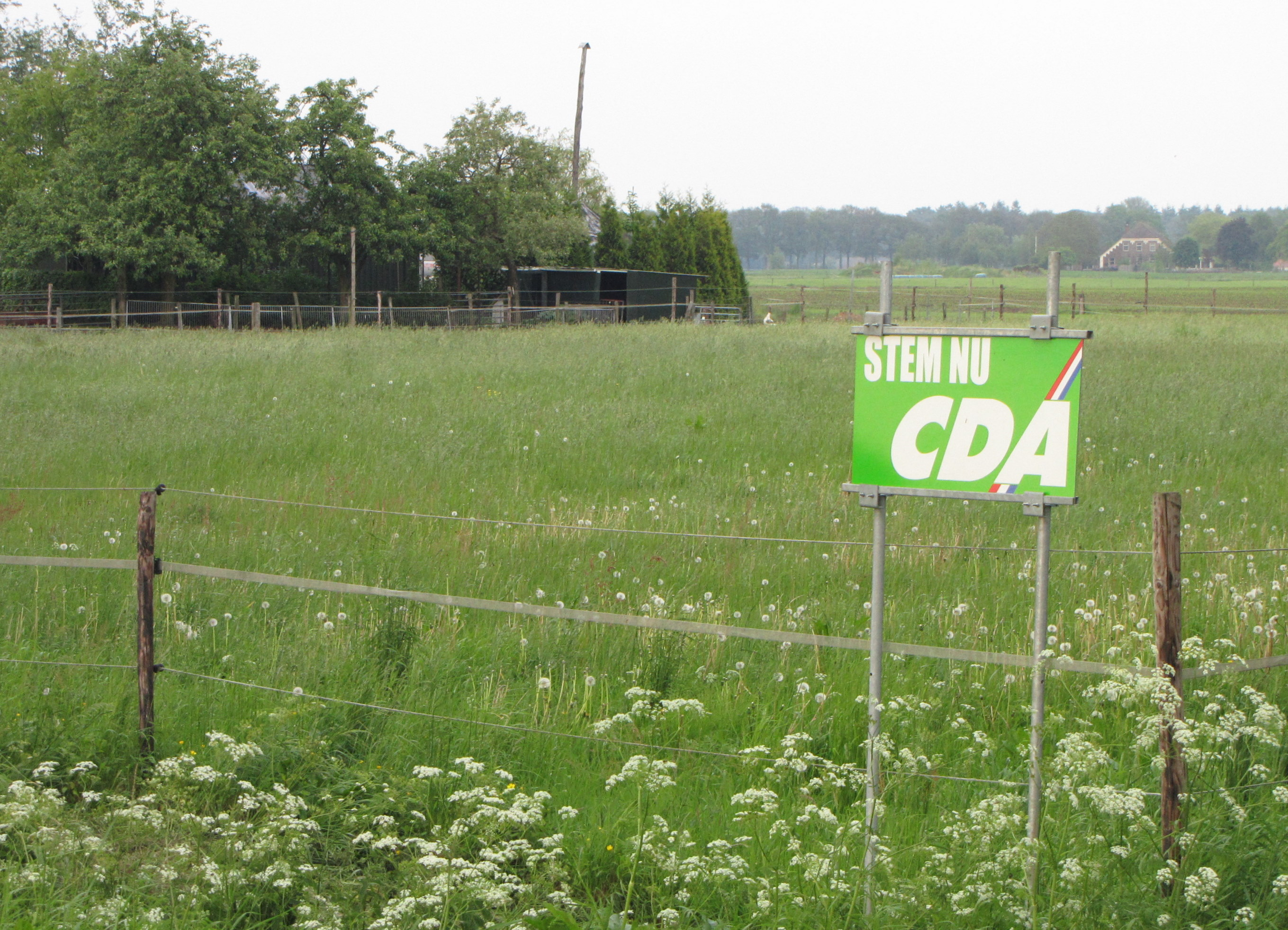
Передвиборна агітація Християнсько-демократичного заклику, червень 2010

- 1956 рік — 77 місць (КНП 49, АРП 15, ХІС 13)
- 1959 рік — 75 місць (КНП 49, АРП 14, ХІС 12)
- 1963 рік — 76 місць (КНП 50, АРП 13, ХІС 13)
- 1967 рік — 69 місць (КНП 42, АРП 15, ХІС 12)
- 1971 рік — 58 місць (КНП 35, АРП 13, ХІС 10)
- 1972 рік — 48 місць (КНП 27, АРП 14, ХІС 7)
- 1977 рік — 49 місць
- 1981 рік — 48 місць
- 1982 рік — 45 місць
- 1986 рік — 54 місця
- 1989 рік — 54 місця
- 1994 рік — 34 місця
- 1998 рік — 29 місць
- 2002 рік — 43 місця
- 2003 рік — 44 місця
- 2006 рік — 41 місця
- 2010 рік — 21 місця
- 2012 рік — 13 місця
- 2017 рік — 19 місця
- 2021 рік — 15 місця
- 2023 рік — 5 місця

Участь у виборах до Європарламенту
- 2024 рік — 3 місць
- 2019 рік — 4-5 місць
- 2014 рік — 5 місць
- 2009 рік — 5 місць
- 2004 рік — 7 місць
- 1999 рік — 9 місць
- 1994 рік — 10 місць
- 1989 рік — 10 місць
- 1984 рік — 8 місць
- 1979 рік — 10 місць

## Електорат
ХДЗ в основному має підтримку релігійних виборців, католиків і протестантів. Вони, як правило, живуть у сільській місцевості і, як правило, літні люди.
Географічно, ХДЗ має сильну підтримку в провінціях Північний Брабант, Лімбург та Оверейсел. Партія має незначний вплив у чотирьох найбільших містах Нідерландів (Амстердамі, Роттердамі, Гаазі та Утрехті) і в містах Гронінген і Дренте.